# محمد حسین (بازیکن فوتبال، زاده ۱۹۸۰)
محمد حسین (انگلیسی: mohammad-hossein؛ زاده ۳۱ ژوئیهٔ ۱۹۸۰) یک بازیکن فوتبال اهل بحرین بود.
وی همچنین در تیم ملی فوتبال بحرین بازی کرده است.